# Зимові Олімпійські ігри 1924
Зимо́ві Олімпі́йські і́гри 1924, або I Зимо́ві Олімпі́йські і́гри — міжнародне спортивне змагання із зимових видів спорту, яке проходило під егідою Міжнародного олімпійського комітету у місті Шамоні (Французька республіка) з 25 січня по 5 лютого 1924 року. Ігри проходили як «Тиждень зимового спорту» (англ. Winter Sports Week). Всього ж Олімпійські ігри відвідало 10004 глядачів.
У цих іграх взяли участь 258 спортсменів із 16 країн світу, із них — 247 чоловіків та 11 жінок. Було розіграно 16 комплектів нагород у 9 видах спорту. Програма: чоловіки — бобслей, лижний спорт (перегони, стрибки з трампліна, двоборство), швидкісний біг на ковзанах, фігурне катання, хокей із шайбою, жінки — фігурне катання. Проходили показові змагання — лижні перегони військових патрулів, а також матчі з керлінгу.
Найспішніше виступили норвезькі лижники та фінські ковзанярі. У хокейних змаганнях перемогу здобула збірна команда Канади, вигравши всі 5 матчів із загальним рахунком 110:3.
Офіційно відкрив I ЗОІ заступник секретаря Департаменту фізичного виховання Гастон Відаль.

## Вибір місця проведення
У 1921 році Міжнародний олімпійський комітет (МОК) ухвалив рішення про проведення «Тижня зимового спорту», який повинен був пройти у 1924 році в Шамоні (Французька республіка). У 1926 році в ході 25-й сесії Міжнародного олімпійського комітету в Лісабоні змагання отримали назву I Зимові Олімпійські ігри.
Столицею проведення I Зимові Олімпійських ігор було обрано старовинний гірськолижний курорт Шамоні. Долина Шамоні розташована між масивом Монблана і масивом Егюй-Руж. Тут знаходиться один із найдовших спусків в Альпах — Біла долина.
Перші зимові Олімпійські ігри в Шамоні офіційно називалися «Тиждень зимового спорту, присвячений майбутнім Іграм VIII Олімпіади в Парижі». Перед початком ігор було сумніви в їх успішному проведенні: організатори змагань не могли визначитися, чи прийматиме Шамоні спортивні змагання.
Президент МОК П'єр де Кубертен зумів переконати в необхідності проведення зимових Олімпійських ігор. Впродовж 1921—1922 років він домігся створення комісії з організації зимових Ігор, в яку були включені представники Швеції, Французької республіки, Норвегії, Швейцарії та Канади, а потім наполіг на проведенні у 1924 році «Тижня зимового спорту» як засобу пропаганди майбутніх VIII літніх Олімпійських ігор у Парижі. На думку Кубертена, ігри повинні були стати показовим турніром з неолімпійських видів спорту. Щоб зробити програму ігор досить повною, з олімпійської програми VIII літніх Олімпійських ігор у Парижі були видалені хокей із шайбою і фігурне катання.

## Організація
Впродовж 1922–1923 років під керівництвом і сприянням Національного олімпійського комітету Франції був створений Організаційний комітет Олімпійських ігор (ОКОІ), який спирався у своїй діяльності на вимоги Олімпійської хартії з організації та проведення Олімпійських ігор.
До склад комітету увійшло 155 осіб:
- глава ОКОІ
- секретар

До складу управління було обрано 43 осіб:
- протокольна служба;
- інформаційна служба;
- стенографічна служба;
- фотографічна служба;
- служба зв'язку;
- діловодство.

Основні структурні підрозділи:
Спортивний комітет включив в себе 58 осіб:
голова комітету, секретар
- служба зв'язку з НОК;
- служба перекладу і стенографії;
- служба дизайну;
- служба забезпечення екіпірування;
- транспортна служба;
- медична служба[4].

Адміністративний комітет включав 24 людини:
голова комітету, секретар
- служба обліку і реєстрації;
- служба посильних і кур'єрів.

Комітет з мистецтва та зовнішніх зв'язків включав 11 осіб:
голова комітету, секретар
- служба дизайну і малюнка;
- служба перекладу і стенографії.

Комітет з пропаганди складався із 17 осіб: голова комітету, секретар
- комісія з друку;
- служба зв'язку з урядом;
- експедиційна служба[4].

## Символи
З нагоди Олімпійських ігор в Шамоні були випущені чотири плакати. Автор — художник Огюст Матісс. Розмір плаката 112х75 см. Тираж кожного становив 5000 тисяч примірників.
Усі плакати мали однаковий розмір — 112х75. На плакаті зображений орел, який несе Олімпійський вінок на тлі гірського пейзажу і спортсменів на санях. У верхній частині плаката міститься напис «PARIS — LYON — MEDITERRANEE». Завершує плакат напис «AUX VAINQUEURS DU CONCOURS DE LA VIII OLYMPIADE CHAMONIX MONT-BLANC 25 Janvier — 5 Fevrier 1924».

## Олімпійські об'єкти
Організаційний комітет Олімпійських ігор (ОКОІ) здійснював загальне керівництво по зведенню спортивних об'єктів. З урахуванням місцевості в околицях Шамоні, необхідно було побудувати Олімпійський стадіон, трамплін, траси для бобслею, лижних гонок і гонок військових патрулів.
Зрештою для проведення Олімпійських ігор було побудовано такі спортивні об'єкти:
- Олімпійський стадіон (ковзанка);
- Траси для лижних перегонів та змагань військових патрулів;
- Трамплін для стрибків на лижах;
- Траса бобслею.

### Олімпійський стадіон
При будівництві Олімпійського стадіону була споруджена бетонна дамба і створена дренажна система, які виключали розмив насипу ковзанки.
Загальна площа Олімпійського стадіону становить — 36000 м². На стадіоні були розміщені такі спортивні об'єкти:
- ковзанка загальною площею 27660 м², для проведення змагань з фігурного катання (місця для виступів розміщені по краях ковзанки) та хокею із шайбою (прямокутна ділянка ковзанки)
- бігові доріжки для ковзанярського спорту — загальна площа 5000 м² (перебували по периметру ковзанки)
- майданчик для змагань з керлінгу загальною площею 2040 м² (розташований поза зоною ковзанки).

### Траси для лижних перегонів
Траса для лижних перегонів на дистанції 50 км проходила по пересіченій місцевості через населені пункти (14 контрольних пунктів), розташовані в місцях, де перепад висот на різних ділянках становив близько 820 м (від 1000 до 1819 м над рівнем моря). По всій довжині трас були встановлені червоні прапорці з метою виключення помилки спортсменами, які брали участь у змаганнях. Лижники стартували з інтервалом 1 хвилина відповідно до номера, визначеного жеребкуванням.
Траса для лижних перегонів на дистанції 18 км частково проходила по трасі, яка була призначена для перегонів на дистанції 50 км. Розмітка дистанції та інтервалу старту були аналогічними як і на попередній трасі. Серед основних відмінних особливостей траси меншої дистанції:
- 9 контрольних пунктів;
- перепад висот 170 м (від 1000 до 1170 м над рівнем моря)[9].

Траса для змагань військових патрулів мала дистанцію 30 км. У змаганнях взяли участь представники шести країн: Королівства Італія, Польської республіки, Французької республіки, Чехословацької республіки, Фінляндії і Швейцарії. Змагання проходили 29 січня, а почались о 8 годині ранку. Старт учасників із гвинтівками і похідним спорядженням, проходив з 3-хвилинним інтервалом. На трасі знаходилися 9 контрольних пунктів і один вогневий рубіж, який був розташований в кінці траси. Після завершення стрільби спортсмени йшли на фініш, а при наявності промаху призначався штраф — додатковий час 30 секунд за кожен промах. Найвища точка на трасі знаходилася на висоті 1810 метрів над рівнем моря.

### Трамплін для стрибків з лижами
Трамплін був побудований на горі поблизу льодовика Боссонс. Він являв собою складне технічне спорудження, точка старту якого перебувала на висоті близько 95 метрів, (висота над рівнем моря — 1187,73 м).
Крім того на трампліні були створені спеціальні ділянки на висотах приблизно 88 м (висота над рівнем моря — 1180,73 метрів) і 78 м (висота над рівнем моря — 1170,5 м), а точка відриву на висоті 67,5 метрів (висота над рівнем моря — 1152,8 м). Ширина трампліна від точки старту до точки відриву коливалася від 6 до 16 метрів, а ширина майданчика для приземлення становила від 37 до 39 метрів. Його довжина становила 87 м, (в горизонтальній площині — 79,4 м), а загальна довжина від точки старту до точки гальмування — 178 м (у горизонтальній площині) — висота цієї точки над рівнем моря — 1092 м.

### Траса бобслею
Траса для проведення змагань з бобслею була побудована в околицях Шамоні в гористій місцевості. Вона складалась із 9 ділянок (з урахуванням перепаду висот).
На перших 3-х ділянках (від точки старту) — перепад висот становив від 18 до 24 метрів (від 1210,33 до 1141,03 м над рівнем моря), наступні три від 14 до 16 м (від 1141,03 до 1096,23 м) і на заключних ділянках від 12 до 22 м (від 1096, 23 до 1054, 24 м). Загальний перепад висот становив 156,29 метрів (від 1210,33 до 1054,24 м над рівнем моря).
Ці ділянки мали таку протяжність (у горизонтальній площині):
- понад 200 м (2 ділянки);
- від 100 до 125 м (5 ділянок);
- менше 100 м (2 ділянки)[11].

Загальна протяжність ділянок становила 1369,88 метрів.
З точки зору оцінки складності проходження, траса мала 22 ділянки (дві з яких — це точки старту і фінішу, а також ділянка від естакади до фінішної лінії) і відповідно 19 віражів. Довжини ділянок від віражу до віражу змінювалися в цілому від 70 до 145 м, а детальний аналіз характеристик цих ділянок показав такі результати:
- довжина ділянки — 27 м (1 ділянка);
- довжини від 70 до 90 м (6 ділянок);
- від 100 до 120 м (6 ділянок);
- від 125 до 140 м (5 ділянок);
- довжина ділянки — 145 м (3 ділянки);
- довжина ділянки — 627 м (1 ділянка).

Кути крутизни віражів від 35 до 85° градусів, а на відповідних ділянках:
- від 35 до 48° (4 ділянки);
- від 50 до 59° (8 ділянок);
- від 64 до 65° (4 ділянки);
- від 71 до 85° (6 дільниць).

Максимальна висота крутизни віражу становила 4 м. Загальна довжина траси становила близько 3000 м.
Така конструктивна особливість траси в цілому дозволяла екіпажу чотиримісного бобу розвивати швидкість до 32м/с (115км/годину). Це дозволяло пройти трасу за час ближче до інтервалу часу від 90 до 120 секунд.

## Медалі, дипломи і значки

### Медалі

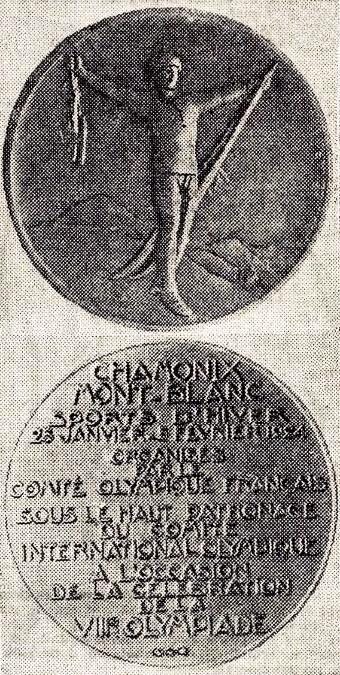
Медаль I зимових Олімпійських ігор

Проект медалі розробив гравер Рауль Бенар. На лицьовій стороні медалі в центрі зображений спортсмен із лижами та ковзанами на фоні гірського масиву Альп і Монблана. На лицьовій стороні напис французькою мовою: Raoul Bénard (Рауль Бенар).
На зворотному боці — напис у чотирнадцять рядків французькою мовою: «Chamonix/Mont-Blanc/Sports d'hiver/25 janvier-5 février 1924/organisés/par le/Comité olympique français/sous le haut patronage/du Comité/International Olympique/à l'occasion/de la célébration de la/VIIIe Olympiade» (укр. «Шамоні, Монблан, зимові Ігри, 25 січня — 5 лютого 1924, організовані під керівництвом Французького олімпійського комітету за підтримки Міжнародного олімпійськогоо комітету з нагоди святкування Олімпіади»).
Карбування, позолочене срібло, бронза. Діаметр медалі — 55 мм.

### Дипломи
Для I зимових Олімпійських ігор було розроблені дипломи. Згідно з положеннями Олімпійской хартії дипломи вручаються чемпіону та призерам Олімпійських ігор, які посіли 2—6 місце.
Напередодні VIII літніх Олімпійських ігор у Парижі ці дипломи вручали всім учасникам та офіційним особам.
Дипломи були надруковані загальним тиражем у 2000 примірників і були вручені офіційним особам та всім учасникам I зимових Олімпійських ігор.

### Пам'ятні медалі
Для I зимових Олімпійських ігор пам'ятної олімпійської медалі виготовлено не було. Як пам'ятні медалі вручали нагородну бронзову медаль.
Однак, до Ігор у Шамоні була випущена сувенірна медаль. Медаль була виготовлена із бронзи і срібла та вкрита кольоровою емаллю. У верхній частині медалі зображені Олімпійські кільця, в центі напис французькою мовою «Chamonix, Mt.Blanc» на фоні французького триколору. В діаметрі медаль — 3,5 см.

### Офіційний значок
Офіційні значки призначалися для кількох категорій. Значок круглої форми має діаметр 35 мм. Виготовлений з латуні. Значки трьох видів — для учасників змагань, офіційних осіб і преси. У центрі значка зображена квітка, він розділяє вертикальний напис французькою мовою «D'hiver Chamonix Mont-Blanc» (укр. Зимові Ігри, Шамоні, Монблан).
Нижче на смузі, вкритою емаллю, зазначена категорія: CONCURRENT (учасник), OFFICIEL (офіційна), PRESSE (преса). Ще нижче абревіатура C.O.I. (МОК).
До офіційних значків кріпилися стрічки, на яких були зроблені надпечатки із зазначенням посади власника.

## Церемонія відкриття

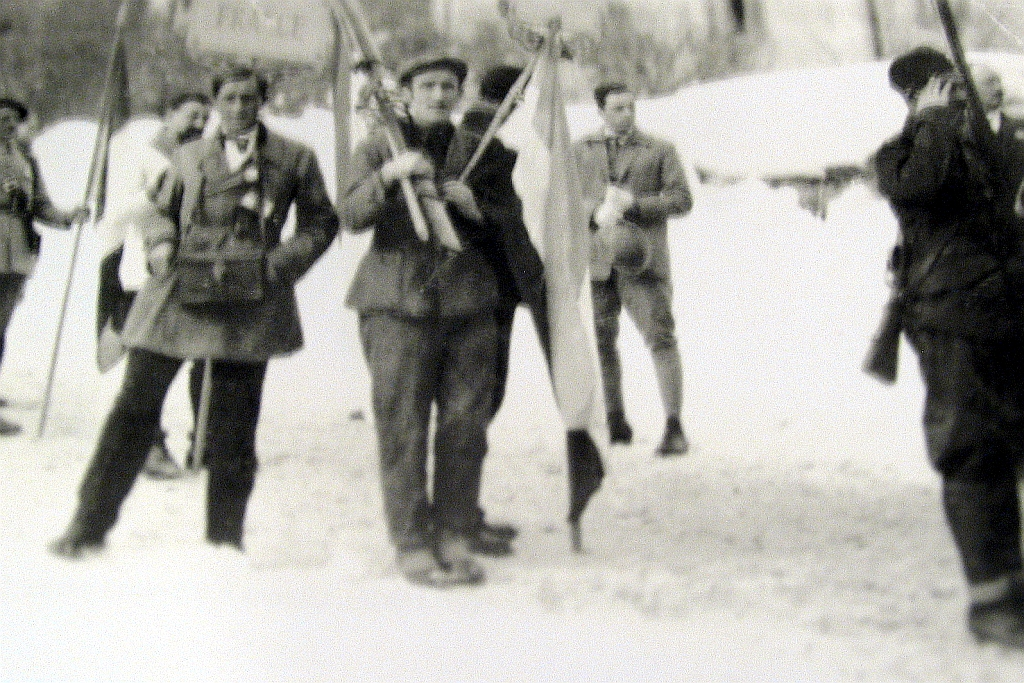
Лижник Душан Зіная (Королівство сербів, хорватів і словенців) під час церемонії відкриття
(Шамоні, Франція, 25 січня 1924)

На церемонії відкриття Олімпійських ігор зі вступною промовою виступив мер міста Шамоні Жан Лавевр (фр. Jean Lavaivre).
Офіційно відкрив Олімпійські ігри зуступник секретаря Департаменту фізичного виховання Гастон Відаль. Він проголосив, що змагання організовані під егідою Міжнародного олімпійського комітету.
Участь у параді взяли делегації із 16 країн світу. Спортсмени з кожної делегації йшли в такому порядку: ковзанярі, фігуристи, лижники цивільні, військові лижники, хокеїсти, гравці в керлінг, бобслеїсти. Всі учасники змагань несли з собою своє спорядження (ковзани, лижі, ключки, боб, а також мітли — гравці керлінгу).
Олімпійську клятву вимовив Каміль Мандрійон (спортсмен, який брав участь у змаганнях військових патрулів).
Олімпійський прапор, хоча і не був піднятий на центральному стадіоні, був присутній на змаганнях з бобслею і стрибків з трампліну, а також на п'єдесталі під час церемоній нагородження. Якраз саме ці моменти стали в 1926 році, на сесії МОК в Лісабоні, одними з вирішальних аргументів на користь обрання Шамоні містом-господарем проведення зимових Олімпійських ігор.

## Країни-учасниці
В I зимових Олімпійських іграх взяли участь спортсмени із 16 країн світу. Всього взяло участь — 258 атлетів, із них: чоловіків — 247, жінок — 11.
Німеччина, як ініціатор Першої світової війни, запрошена не була, хоча її військові союзники Австрія та Угорщина надіслали свої команди на Олімпійськкі ігри (австрійські спортсмени у підсумку вибороли три медалі).
Було розіграно 16 комплектів нагород у 9 видах спорту.
| Європа (258)                                                             | Європа (258)                                                           | Європа (258)                                                | Європа (258)                                                            |
| ------------------------------------------------------------------------ | ---------------------------------------------------------------------- | ----------------------------------------------------------- | ----------------------------------------------------------------------- |
| - Бельгія (18) - Фінляндія (17) - Франція (43) - Королівство Італія (23) | - Королівство Югославія (4) - Латвія (2) - Норвегія (14) - Австрія (4) | - II Польська Республіка (7) - Швеція (31) - Швейцарія (30) | - Чехословаччина (27) - Угорське королівство (4) - Велика Британія (34) |
| Північна Америка (36)                                                    |                                                                        |                                                             |                                                                         |
| - Канада (12)                                                            | - США (24)                                                             |                                                             |                                                                         |
| (У дужках: кількість спортсменів-учасників)                              |                                                                        |                                                             |                                                                         |

## Календар змагань
| ● | Церемонія відкриття | ● | Кваліфікації змагань | ● | Фінали змагань | ● | Церемонія закриття |

| Число                        | Число                        | Число  | 24 | 25 | 26 | 27 | 28 | 29 | 30 | 31 | 1 | 2 | 3 | 4 | 5 | Медалі |
| ---------------------------- | ---------------------------- | ------ | -- | -- | -- | -- | -- | -- | -- | -- | - | - | - | - | - | ------ |
| Церемонії                    | Церемонії                    |        | ●  |    |    |    |    |    |    |    |   |   |   |   | ● |        |
| Бобслей                      | Бобслей                      |        |    |    |    |    |    |    |    |    |   |   | 1 |   |   | 1      |
| Змагання військових патрулів | Змагання військових патрулів |        |    |    |    |    |    | 1  |    |    |   |   |   |   |   | 1      |
| Керлінг                      | Керлінг                      |        |    |    |    |    |    |    | 1  |    |   |   |   |   |   | 1      |
| Ковзанярський спорт          | Ковзанярський спорт          |        |    |    | 2  | 3  |    |    |    |    |   |   |   |   |   | 5      |
| Лижні перегони               | Лижні перегони               |        |    |    |    |    |    |    | 1  |    |   | 1 |   |   |   | 2      |
| Лижне двоборство             | Лижне двоборство             |        |    |    |    |    |    |    |    |    |   |   |   | 1 |   | 1      |
| Стрибки з трампліна          | Стрибки з трампліна          |        |    |    |    |    |    |    |    |    |   |   |   | 1 |   | 1      |
| Хокей                        | Хокей                        |        |    |    |    |    |    |    |    |    |   |   | 1 |   |   | 1      |
| Фігурне катання              | Фігурне катання              |        |    |    |    |    |    | 1  | 1  | 1  |   |   |   |   |   | 3      |
| Медалі                       | Медалі                       | Медалі |    |    | 2  | 3  |    | 2  | 3  | 1  |   | 1 | 2 | 2 |   | 16     |
| Число                        | Число                        | Число  | 24 | 25 | 26 | 27 | 28 | 29 | 30 | 31 | 1 | 2 | 3 | 4 | 5 | Медалі |

## Програма змагань
Програма змагань Олімпійських ігор включала такі спортивні дисципліни:
 Бобслей
- Чоловіки — Четвірки

 Лижне двоборство
- Чоловіки — Індивідуальні

 Лижні перегони
- Чоловіки — Короткі перегони 18 км, Марафон 50 км

 Стрибки з трампліна
- Чоловіки — Великий трамплін

 Хокей
- Чоловіки — Командна першість

 Ковзанярський спорт
- Чоловіки — Дистанція 500 м, Дистанція 1500 м, Дистанція 5000 м, Дистанція 10000 м, Багатобоство

 Фігурне катання
- Чоловіки — Одиночне катання
- Жінки — Одиночне катання
- Мікс — Спортивні пари

 Змагання військових патрулів
- Чоловіки — Змагання військових патрулів

 Керлінг
- Чоловіки — Керлінг

## Медальний залік
Найбільше медалей завоювали спортсмени Норвегії, які успішно виступили в змаганнях ковзанярів та лижників (перегони і стрибки з трампліна).:
| Місце | Країна          | Золото | Срібло | Бронза | Всього |
| ----- | --------------- | ------ | ------ | ------ | ------ |
| 1     | Норвегія        | 4      | 7      | 6      | 17     |
| 2     | Фінляндія       | 4      | 4      | 3      | 11     |
| 3     | Австрія         | 2      | 1      | 0      | 3      |
| 4     | Швейцарія       | 2      | 0      | 1      | 3      |
| 5     | США             | 1      | 2      | 1      | 4      |
| 6     | Велика Британія | 1      | 1      | 2      | 4      |
| 7     | Швеція          | 1      | 1      | 0      | 2      |
| 8     | Канада          | 1      | 0      | 0      | 1      |
| 9     | Франція         | 0      | 0      | 3      | 3      |
| 10    | Бельгія         | 0      | 0      | 1      | 1      |

## Призери ігор
Першим переможцем перших в історії ЗОІ став американський ковзаняр Чарлі Джутроу, який виграв забіг на 500 м, а всі інші 14 нагород на льодовій доріжці завоювали норвезькі та фінські спортсмени. Три золоті медалі виборов Клас Тунберг (Фінляндія): причому одну з них — в абсолютній першості, що присвоюється за сумою результатів, показаних на чотирьох різних дистанціях.
Ще одним тріумфатором Ігор став норвезький лижник Торлейф Геуг, який переміг на двох гоночних дистанціях і в лижному двоєборстві. Товариші по команді підтримали його: усі 4 комплекти нагород дісталися збірній Норвегії (за винятком однієї бронзової медалі).
Фігурист Гілліс Графстрем повторив свій успіх чотирирічної давності (на літніх Олімпійських іграх), знову ставши найкращим в одиночних змаганнях серед чоловіків.
У хокейному турнірі перемогла збірна команда Канади, представлена командою «Торонто Гренітс», яка виграла всі 5 матчів із загальним рахунком 110:3.
| Вид                          | Дисципліна                        | Золото | Срібло | Бронза |
| ---------------------------- | --------------------------------- | --- | --- | --- |
| Бобслей                      | Четвірки, чоловіки                | Швейцарія-1 (Едвард Шеррер, Альфред Неве, Альфред Шлаппі, Гейнріх Шлаппі)                                                                      | Велика Британія-2 (Р. Г. Бруме, Т. А. Арнольд, Г. А. В. Річардсон, Родні Е. Соер)                                                      | (Чарльз Малдер, Рене Мортьє, Поль ван дер Брок, В. А. Вершуерен, Г. П. Вільямс)                                                                                |
| Ковзанярський спорт          | 500 м, чоловіки                   | Чарльз Джотроу | Оскар Ольсен | Роальд Ларсен |
| Ковзанярський спорт          | 1500 м, чоловіки                  | Клас Тунберг | Роалд Ларсен | Сігурд Моен |
| Ковзанярський спорт          | 5000 м, чоловіки                  | Клас Тунберг | Юліус Скутнабб | Роалд Ларсен |
| Ковзанярський спорт          | 10000 м, чоловіки                 | Юліус Скутнабб | Клас Тунберг | Роалд Ларсен |
| Ковзанярський спорт          | Багатоборство                     | Клас Тунберг | Роалд Ларсен | Юліус Скутнабб |
| Лижне двоборство             | Індивідуальні, чоловіки           | Торлейф Хауг | Торальф Стромстад | Йоган Гроттумсбротен |
| Лижні перегони               | Короткі перегони, 18 км, чоловіки | Торлейф Хауг | Йоган Гроттумбратен | Тапані Ніку |
| Лижні перегони               | Марафон 50 км, чоловіки           | Торлейф Хауг | Торальф Стремстад | Йоган Гроттумсбратен |
| Стрибки на лижах з трампліна | Великий трамплін, чоловіки        | Якоб Туллін Тамс | Нарве Бонна | Андерс Хауген |
| Фігурне катання              | Чоловіки                          | Гілліс Графстрем | Віллі Бекль | Джордж Гаустчі |
| Фігурне катання              | Жінки                             | Герма Планк-Сабо | Беатріс Логран | Етель Мукельт |
| Фігурне катання              | Спортивні пари                    | Гелен Енгельманн—Альфред Бергер | Людовіка Якобссон—Вальтер Якобссон | Андре Жолі—П'єр Брюне |
| Хокей із шайбою              | Чоловіки                          | (Джон Кемерон, Ернест Коллет, Елберт Маккеффрі, Геролд Макманн, Данкен Манро, Вільям-Бетті Ремзі, Сіріл Слейтер, Реджиналд Сміт, Геррі Вотсон) | (Кларенс Ейбл, Джастін Маккарті, Герберт Друрі, Альфонс Лакруа, Джон Ленглі, Джон Лайонз, Вільярд Райс, Ірвінг Смолл, Френсіс Сіннотт) | (Вільям Андерсон, Лорне Керр-Герріс, Колін Керратерс, Ерік Керратерс, Гі Кларксон, Росс Катберт, Джордж Голмс, Гемілтон Джукс, Едвард Пітбладо, Блейн Секстон) |

## Церемонія закриття
Урочиста церемонія закриття Олімпійських ігор пройшла 5 лютого 1924 року на Олімпійському стадіоні.
У ній взяли участь всі 16 країн-учасниць, які подали заявку на участь в Іграх в Шамоні.
Після того, як учасники вишикувалися на Олімпійському стадіоні, президент МОК П'єр де Кубертен виступив з промовою:
Таким чином, «Міжнародний спортивний тиждень з нагоди VIII літніх Олімпійських ігор», який приходив в перший раз, був офіційно включений до програми Олімпійських ігор. Всього ж Олімпійські ігри відвідало 10004 глядачів.